# 格林埃弗斯 (北卡羅萊納州)
格林埃弗斯（英語：Greenevers）是一個位於美國北卡羅萊納州杜普林縣的城鎮。

## 人口
根據2020年美國人口普查的數據，格林埃弗斯的面積為4.11平方千米，皆為陸地。當地共有人口567人，而人口密度為每平方千米138人。